# Aeroportul Conceição do Araguaia
Aeroportul Conceição do Araguaia (IATA: CDJ, ICAO: SBAA) este un aeroport din Pará, Brazilia ce deservește zona Conceição do Araguaia. Aeroportul a fost tranzitat în 2015 de 210 pasageri. A fost numit după zona deservită.
Situat la o altitudine de 199 m, aeroportul dispune de 1 pistă.

## Infrastructură

### Piste
Aeroportul dispune de o singură pistă. Pista 8/26 are suprafața de asfalt și dimensiunile 1.800 m × 30 m. 